# Hostalric
Hostalric és una vila i municipi de Catalunya situat a la comarca de la Selva. Forma part de la subcomarca del Baix Montseny. El 2017 comptava 4.106 habitants.

## Geografia
- Llista de topònims d'Hostalric (Orografia: muntanyes, serres, collades, indrets..; hidrografia: rius, fonts...; edificis: cases, masies, esglésies, etc).

## Història
Hostalric va ser a l'antiguitat zona de pas obligatori en la ruta nord-sud, i l'únic pas natural entre Girona i Barcelona. En unes prospeccions fetes al turó del castell es van trobar restes del període ibèric. En època romana passava per aquest indret una bifurcació interior de la Via Augusta. Es van trobar restes d'aquesta via quan es va construir la carretera de Sant Hilari Sacalm. La població d'Hostalric sembla que va tenir el seu origen en un hostal documentat des del segle xi al lloc dit Onota, al peu de l'anomenat camí de França (antiga via romana). El topònim és una aglutinació d'«hostal» i «ric». La primera referència documental clara d'Hostalric és del 1106, i en ella Guerau Ponç, vescomte de Cabrera, va jurar fidelitat a Ramon Berenguer III de Barcelona.

### Edat mitjana: Capitalitat del vescomtat de Cabrera

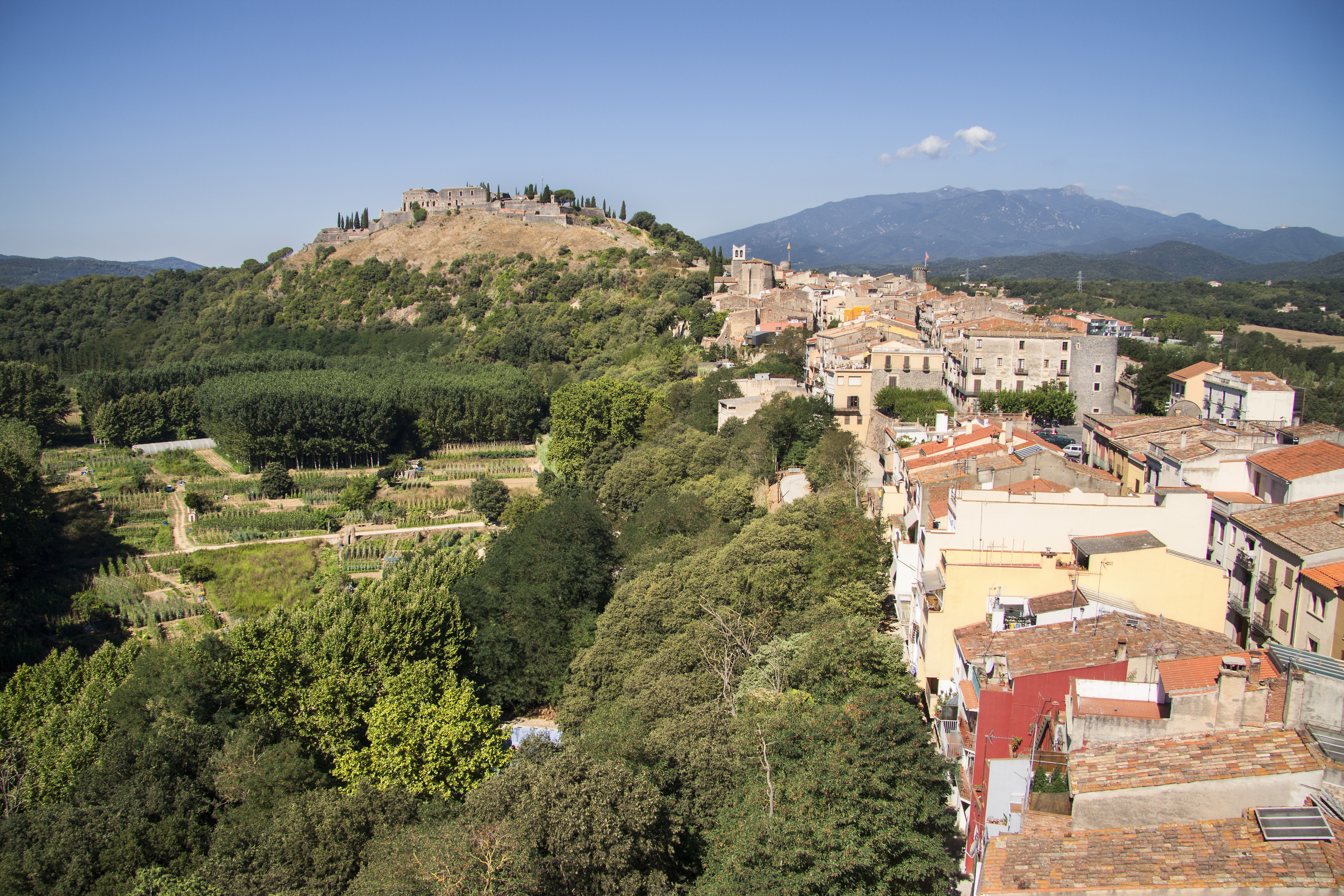

Les lluites feudals catalanes del final del segle xii van tenir ressò al castell d'Hostalric a causa del rebel temperament del seu senyor, Ponç III de Cabrera. Amb el temps, els de Cabrera van convertir la vila d'Hostalric en la capital administrativa dels extensos territoris del seu vescomtat fins a l'extinció de la senyoria l'any 1836. Hi residien les principals persones encarregades de fer les gestions administratives i econòmiques del vescomtat. La vila d'Hostalric es troba en una situació geogràfica molt bona. Disposa d'unes defenses naturals per un costat i de la protecció del castell per l'altra. Era lloc de pas del camí ral, entre Barcelona i França, amb ramificacions als camins de Montseny, de les Guilleries, i també conduïa cap a la marina en els termes del castell de Blanes, Palafolls i Montpalau.
Fou al segle xiii quan es consolidà la vila. El 1242 el rei Jaume I el Conqueridor atorgà al vescomte de Cabrera el privilegi de celebració de mercat establert els dimarts, i l'any següent, el 1243, el vescomte Guerau V de Cabrera va concedir carta de poblament als habitants d'Hostalric. Posteriorment, el 1269 disposà de notaria i escrivania. Els notaris d'aquesta notaria tenien facultat directe del vescomte de Cabrera. Durant el segle xiv, Bernat II de Cabrera va reestructurar els dominis del vescomtat de Cabrera i feu que Hostalric fos cap i centre de tot el vescomtat. A Hostalric s'hi va instaurar el principal tribunal judicial del vescomtat. La capitalitat d'Hostalric començada per Bernat II de Cabrera va ser consolidada pel seu net Bernat IV de Cabrera, anomenat Bernardí. Aquest reorganitzà les estructures administratives del vescomtat que duraran fins a l'extinció del règim senyorial al s. XIX.

### Guerra de Successió
Durant el regnat de Carles III, els francesos van tornar a envair Catalunya. Van arribar a Hostalric el 18 de juliol de 1694. Després d'una curta resistència, la població i el castell es van rendir. Aquesta zona, però, va continuar essent terra de batalles, i els francesos van abandonar el castell l'any 1695 i el van deixar inutilitzat.

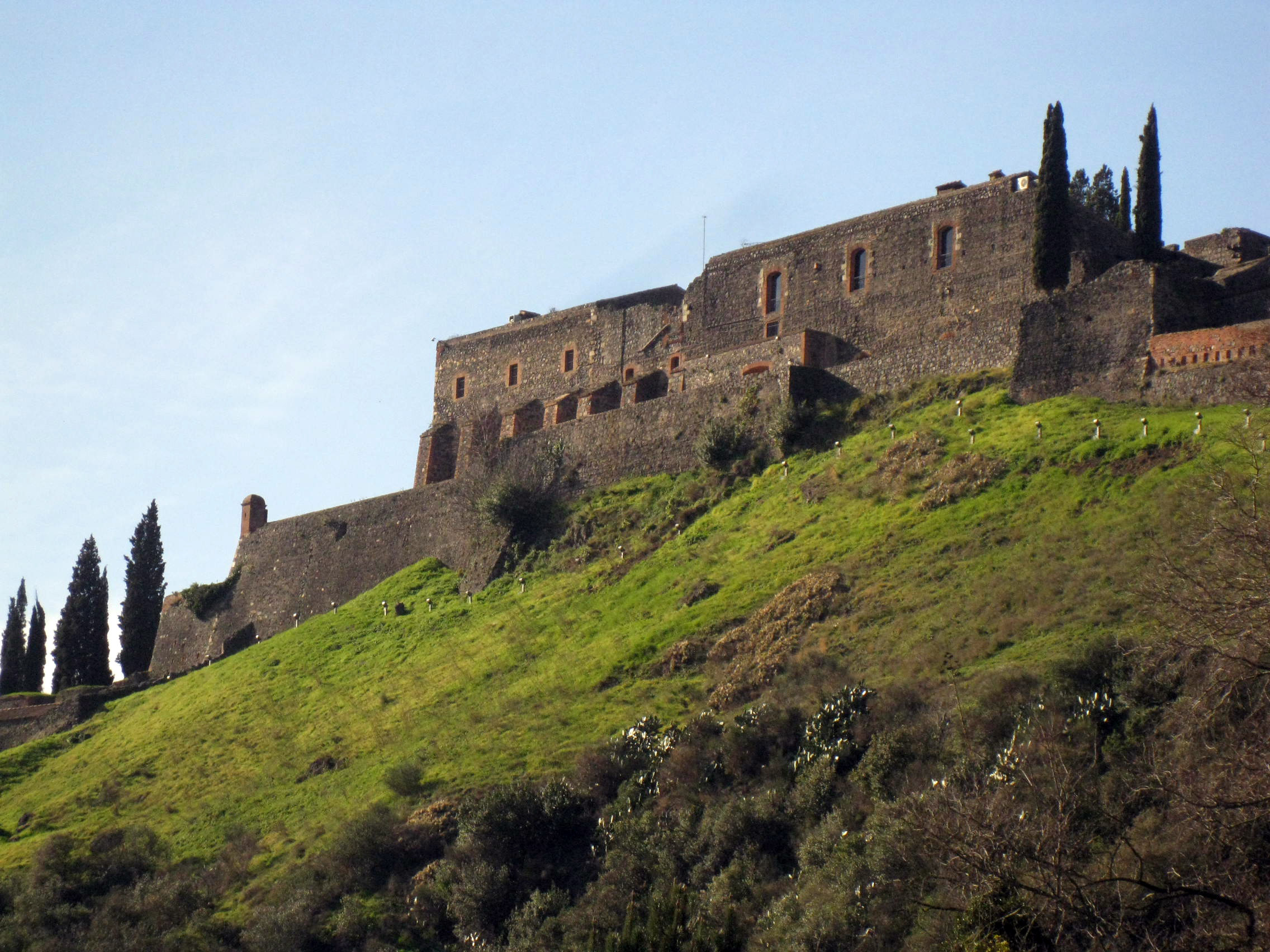
El castell des del portal de les Hortes

L'any 1701 va arribar a Hostalric Felip V, que acabava de ser nomenat rei, amb la seva esposa. Va ser en aquesta població on els representants de la ciutat de Barcelona li van retre homenatge. Uns anys després, en esclatar la Guerra de Successió, un cop conquerida la vila per les tropes filipistes, aquest rei va ordenar la construcció de l'actual castell i la reconstrucció de les muralles.
Durant la Guerra de Successió, a Hostalric hi havia una de les fortaleses més importants de l'exèrcit de Carles III. Al llarg de la disputa, la plaça va estar guarnida per diverses formacions aliades, fins que els exèrcits imperial i borbònic van signar el conveni de l'Hospitalet (22 de juny de 1713), amb què es reglamentava l'evacuació de les tropes aliades i l'entrega de les fortaleses a les noves autoritats borbòniques.
A mitjan agost del 1713, l'expedició militar catalana del diputat Antoni de Berenguer i el general Rafael Nebot va acudir a Hostalric per evitar l'entrega de la fortificació. L'operatiu va fracassar i, el 17 d'agost de 1713, el coronel Francesco Marulli, seguint el conveni de l'Hospitalet, va lliurar la fortalesa a l'exèrcit borbònic. La fortificació d'Hostalric es convertia, així, en la darrera plaça aliada lliurada a Felip V. La seva guarnició va abandonar Catalunya tot embarcant-se des de Blanes. Poc després, a causa de la revolta de les quinzenades, des d'Hostalric s'organitzaria una columna borbònica per anar a socórrer el general Feliciano Bracamonte a Vic. Durant el seu trajecte entre el Montseny i les Guilleries la columna seria emboscada, en l'anomenat combat d'Arbúcies, i patiria nombroses baixes que obligarien a retirar-se als supervivents cap a Hostalric.

### Ocupació francesa
Durant la Guerra de la Independència (1808-1814), Hostalric va tenir un paper brillant, tant donant suport a l'entrada de queviures durant el setge de Girona com destorbant el pas a les tropes enemigues. És per això que convenia als francesos prendre la vila. Durant la guerra del Francès, el 7 de novembre de 1809 la vila va ser saquejada i incendiada per les tropes del mariscal Pierre François Charles Augereau. El gener de 1810 els francesos van prendre la vila i s'inicià el llarg setge d'Hostalric. Durant aquest temps el coronel Estrada rebé 4 comunicacions intimant-lo a la rendició, però totes van ser omeses. El governador del castell no defallia i les seves tropes li eren fidels.
Després de quatre mesos de setge i més de 4.000 bombes caigudes sobre la fortalesa, la situació era cada vegada més crítica. Començaven a escassejar els aliments i dels 2.000 combatents només 1.200 estaven en condicions d'agafar les armes. El coronel Estrada va decidir provar de salvar-se obrint-se pas entre l'enemic, i el 12 de maig tota la guarnició útil va fugir de la fortalesa. L'endemà, l'oficial que es va quedar al càrrec de la Fortalesa va lliurar la plaça als francesos.
Hostalric i Figueres van ser les últimes places de l'Estat espanyol que van abandonar els francesos. Va ser el 4 de juny de 1814. A diferència d'altres castells o fortaleses, Hostalric va mantenir fins ben entrat el segle xx la condició de «Plaza Fuerte Militar», amb els avantatges i inconvenients que això podia comportar.

### Guerra Civil Espanyola
Amb l'incendi de l'església el 24 de juliol de 1936, s'iniciava la Guerra Civil espanyola a Hostalric. Les flames feien desaparèixer l'excel·lent altar major de 1854, tot i que es va salvar la imatge de la mare de Déu dels Socors, per acció de Joan Guitart i Socorro Ribas, que la van amagar dins d'un nínxol del cementiri vell. L'1 de febrer de 1939 van entrar les tropes franquistes al poble.

## Política local

### Llista d'alcaldes des de les eleccions democràtiques de 1979
| Període     | Nom de l'alcalde/-essa                                          | Partit polític |
| ----------- | --------------------------------------------------------------- | -------------- |
| 1979 - 1983 | Antoni Plans Humet                                              | CiU            |
| 1983 - 1987 | Rosend Mas Agell                                                | CiU            |
| 1987 - 1991 | Rosend Mas Agell (1987-1988) Asunción Papell Sureda (1988-1991) | CiU            |
| 1991 - 1995 | Joan Boix Auladell (1991-1992) Emilia Pujol Domingo (1992-1995) | CiU            |
| 1995 - 1999 | Eugeni Medina Pando                                             | GIH            |
| 1999 - 2003 | Eugeni Medina Pando                                             | GIH            |
| 2003 - 2007 | Eugeni Medina Pando                                             | CiU            |
| 2007 - 2011 | Josep Antoni Frias Molina                                       | CiU            |
| 2011 - 2015 | Josep Antoni Frias Molina                                       | CiU            |
| 2015 - 2019 | Josep Antoni Frias Molina                                       | CiU            |
| 2019 -      | Nil Papiol i Champagne                                          | SxH-AM         |

### Eleccions Municipals de 2007[6]
| Candidatura | Cap de llista                | Vots | Regidors | %     |
| ----------- | ---------------------------- | ---- | -------- | ----- |
| CiU         | Josep Antoni Frias Molina    | 645  | 5        | 36,09 |
| ERC-AM      | Joan Maria Serras Vila       | 489  | 3        | 27,36 |
| HC          | Joan Serras Valls            | 176  | 1        | 9,85  |
| ICV-EUIA    | Maria Zanón Navarro          | 172  | 1        | 9,63  |
| PSC-PM      | Enric Nualart Capdevila      | 156  | 1        | 8,73  |
| GISH        | Maria Martínez Martínez      | 49   | 0        | 2,74  |
| PP          | Juan Daroca Garcia-Barbarena | 16   | 0        | 0,9   |
| PRC         | Óscar Rossell Armengol       | 14   | 0        | 0,78  |

Un pacte entre CiU i Hostalric Cívic (HC) va atorgar l'Alcaldia a Josep Antoni Frias Molina. Posteriorment a l'equip de govern s'hi afegirà el regidor del PSC-PM.

### Eleccions Municipals de 2011[6]
| Candidatura | Cap de llista             | Vots | Regidors | %     |
| ----------- | ------------------------- | ---- | -------- | ----- |
| CiU         | Josep Antoni Frias Molina | 863  | 6        | 51,86 |
| ERC-AM      | Lluís Tubau Isern         | 445  | 3        | 26,74 |
| ICV-EUIA    | Franisco Martínez Marín   | 150  | 1        | 9,01  |
| PSC-PM      | Enric Nualart Capdevila   | 129  | 1        | 7,75  |

En aquesta ocasió la majoria absoluta de CiU revalida l'Alcaldia per a Josep Antoni Frías Molina que governarà conjuntament amb el PSC-PM.

### Eleccions Municipals de 2015[7]
| Candidatura | Cap de llista             | Vots | Regidors | %     |
| ----------- | ------------------------- | ---- | -------- | ----- |
| CiU         | Josep Antoni Frias Molina | 876  | 7        | 52,52 |
| ERC-AM      | Lluís Tubau Isern         | 432  | 3        | 25,90 |
| ICV-EUIA    | Franisco Martínez Marín   | 217  | 1        | 13,01 |
| PSC-PM      | Enric Nualart Capdevila   | 102  | 0        | 6,12  |

CiU revalida la majoria absoluta amb 7 regidors.

### Eleccions Municipals de 2019[7]
| Candidatura                    | Cap de llista             | Vots | Regidors | %     |
| ------------------------------ | ------------------------- | ---- | -------- | ----- |
| Junts per Hostalric-Emociona't | Josep Antoni Frias Molina | 484  | 3        | 22,74 |
| Sumem per Hostalric-AM         | Nil Papiol i Champagne    | 1353 | 8        | 63,58 |
| Hostalric En Comú Podem        | Franisco Martínez Marín   | 138  | 0        | 6,48  |
| PSC-CP                         | Antoni Llopart Mistral    | 128  | 0        | 6,02  |

Amb una participació històrica per unes eleccions municipals a Hostalric (71,81%), la coalició d'independents sota el paraigües d'Acord Municipal anomenada Sumem per Hostalric i liderada per Nil Papiol i Champagne obté la majoria absoluta i trenca amb les històriques majories absolutes de CiU a la Vila.

### Eleccions Municipals de 2023[7]
| Candidatura                  | Cap de llista             | Vots | Regidors | %     |
| ---------------------------- | ------------------------- | ---- | -------- | ----- |
| Sumem per Hostalric- AM      | Nil Papiol i Champagne    | 1125 | 8        | 58,65 |
| Hostalric Activa't - IDSelva | Josep Antoni Frías Molina | 469  | 3        | 24,45 |
| Junts per Hostalric - CM     | Ramon Luque Sanchez       | 129  | 0        | 6,72  |
| Hostalric en Comú - C        | Francisco Martínez Marin  | 98   | 0        | 5,10  |
| PSC -CP                      | Antoni Llopart Mistral    | 59   | 0        | 3,07  |

SxH-AM revalida la majoria absoluta amb 8 regidors.

## Hostalric, monument històric nacional
La vila d'Hostalric conserva gairebé en la seva integritat un dels llegats monumentals més notables de l'època medieval catalana i està presidida per la imponent fortalesa militar. El cos d'aquest ric patrimoni arquitectònic es materialitza en emblemàtics i singulars elements com la Torre dels Frares, la Torre del Convent, el recinte murallat, el Portal de Barcelona, la Cova del Relliguer o la Fortalesa. A la torre del Convent, hi ha una sala d'exposicions dedicada a Benet Frigola i Arnau. Aquest il·lustre fotògraf va desenvolupar la seva activitat professional a Hostalric des del 1920 i va deixar un extens llegat, que a partir d'ara s'exposa de manera permanent. El 13 de desembre de 1963 el conjunt arquitectònic va ser declarat monument històric nacional.

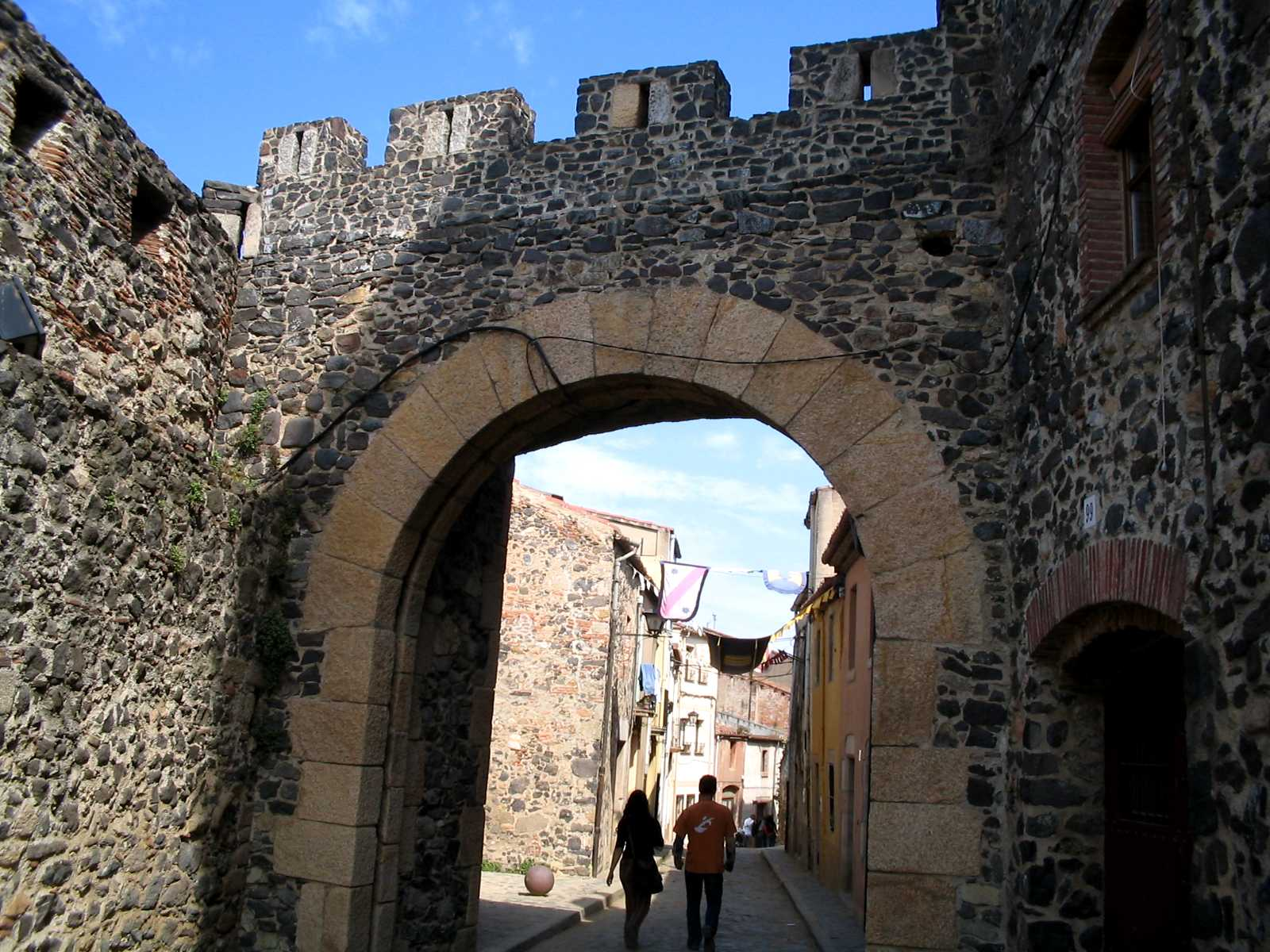
Muralla
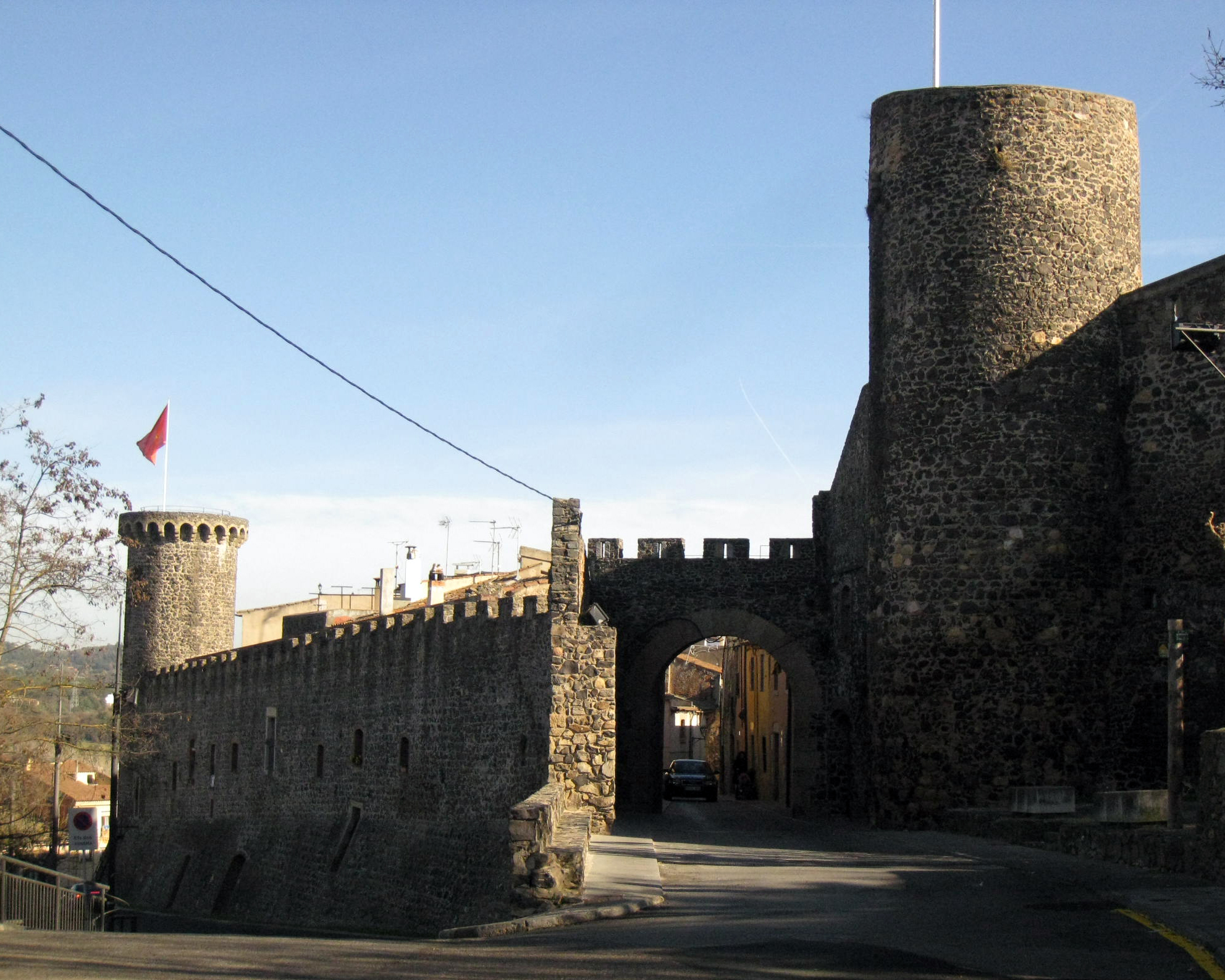
Portal i torre de Barcelona
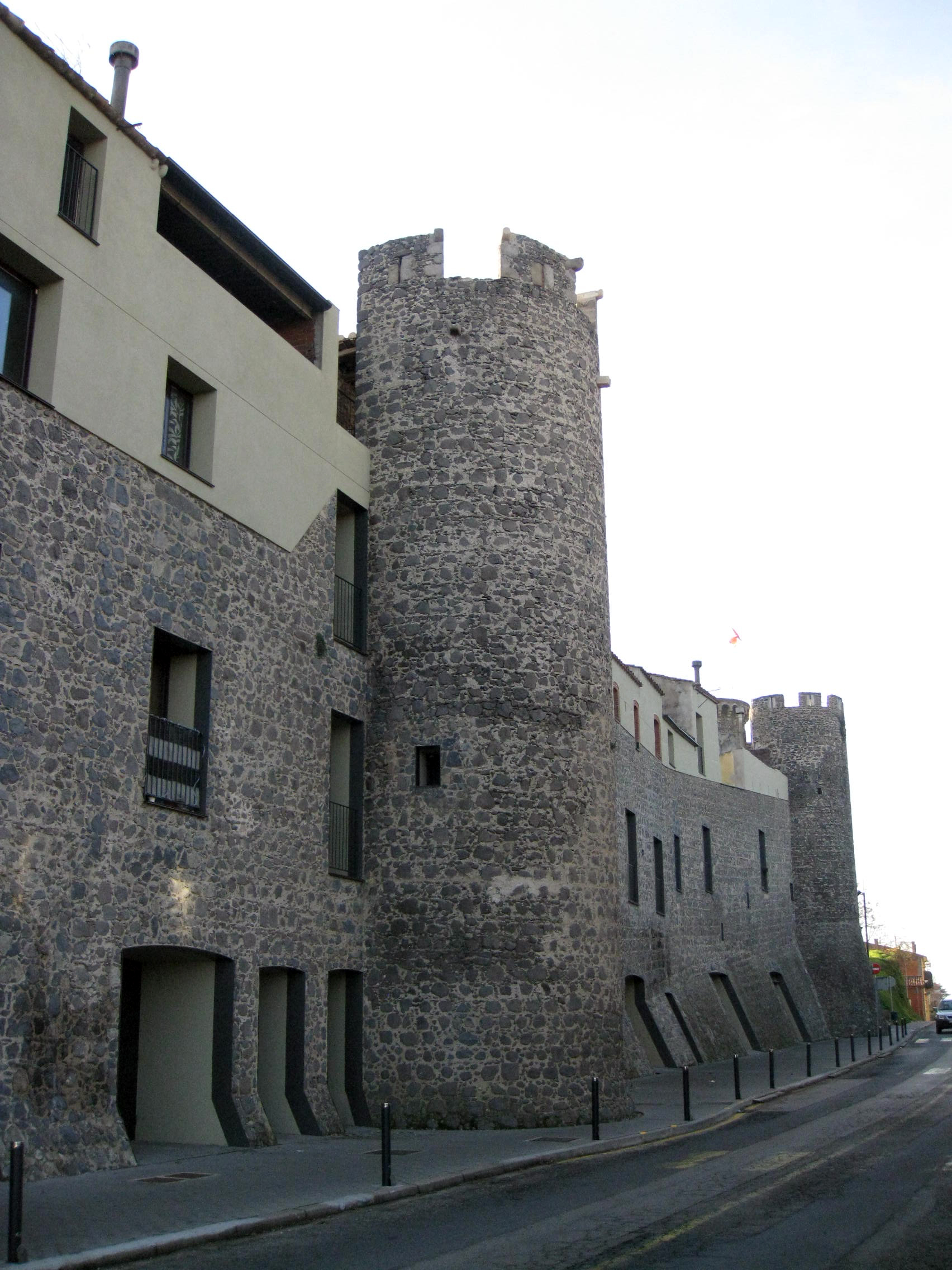
Muralla i castell

## Demografia
| 1497 f | 1515 f | 1553 f | 1717 | 1787 | 1857  | 1877  | 1887  | 1900  | 1910  |
| ------ | ------ | ------ | ---- | ---- | ----- | ----- | ----- | ----- | ----- |
| 103    | 99     | 154    | 228  | 877  | 1.377 | 1.507 | 1.288 | 1.315 | 1.248 |

| 1920  | 1930  | 1940  | 1950  | 1960  | 1970  | 1981  | 1990  | 1992  | 1994  |
| ----- | ----- | ----- | ----- | ----- | ----- | ----- | ----- | ----- | ----- |
| 1.271 | 1.176 | 1.148 | 1.149 | 1.304 | 1.912 | 2.668 | 2.827 | 2.905 | 2.905 |

| 1996  | 1998  | 2000  | 2002  | 2004  | 2006  | 2008  | 2010  | 2012  | 2014  |
| ----- | ----- | ----- | ----- | ----- | ----- | ----- | ----- | ----- | ----- |
| 2.919 | 2.865 | 2.901 | 2.905 | 3.247 | 3.619 | 3.882 | 3.998 | 4.018 | 4.010 |

| 2016  | 2018  | 2020  | 2022  | 2024  | 2026 | 2028 | 2030 | 2032 | 2034 |
| ----- | ----- | ----- | ----- | ----- | ---- | ---- | ---- | ---- | ---- |
| 4.058 | 4.139 | 4.291 | 4.370 | 4.446 | -    | -    | -    | -    | -    |

## Festes
- La Festa major se celebra el primer cap de setmana de juliol
- La Fira i mercat medieval se celebra en el cap de setmana de pasqua
- La Festa gegantera se celebra en el cap de setmana més proper a l'1 de maig
- La Fira de sant Miquel se celebra l'últim cap de setmana de setembre
- Mercat setmanal: dimarts